# Карбапенеми

Структура остову карбапенемів

Карбапенеми являють собою клас β-лактамних антибіотиків з широким спектром антибактеріальної активності. Вони мають структуру, яка робить їх дуже стійкими до більшості β-лактамаз. Карбапенеми були спочатку розроблені з тієнаміцину, природно отриманого продукту з Streptomyces cattleya.
Карбапенеми є одними з антибіотиків останньої інстанції для багатьох бактеріальних інфекцій, таких як кишкова паличка (E. coli) і Klebsiella pneumoniae. Останнім часом викликає тривогу поширення серед цих коліформних бактерій стійкості до антибіотиків карбапенемового ряду, у зв'язку з виробленням цими бактеріями Нью-Делійської метало-бета-лактамази. Наразі на конвеєрі немає нових антибіотиків  для боротьби з бактеріями, стійкими до карбапенемів, і в усьому світі поширення гена резистентності розглядається як потенційний сценарій кошмару.

## Класифікація
Наступні препарати належать до класу карбапенемів:
I покоління:
- Іміпенем, як правило, дається як частина іміпенем / циластатин
  - Іміпенем може піддаватися гідролізу в нирках ссавців під дією ферменту дегідропептидази з утворенням нефротоксичних метаболітів, тому дається з інгібітором дегідропептидази, циластатином

II покоління:
- Меропенем (FDA схвалення 1996)

- Ертапенем (FDA схвалення 2001 році, відтоді, затверджений для декількох показань)

III покоління:
- Доріпенем (схвалення FDA 2007)
- Panipenem / betamipron (японський, затверджений у 1993 році)
- Biapenem (японський, затверджений у 2001 році)

### Незатвердження / експериментальна
- Razupenem (PZ-601)
  - PZ-601 буде антибіотиків карбапенемів нині перевіряється як має широкий спектр дії, включаючи штами, резистентні до інших карбапенемів. Попри ранні обіцянки Фаза II, Novartis (який придбав PZ-601 в операції по злиттю з Protez Pharmaceuticals) останнім часом знизилися PZ-601, посилаючись на високий рівень побічних ефектів при тестуванні
- Tebipenem

## Використання
Ці препарати мають широкий спектр антибактеріальної дії у порівнянні з іншими β-лактамними антибіотиками, такими як пеніциліни і цефалоспорини. Крім того, вони, як правило, стійкі до типових бактеріальних β-лактамаз, яка є одним з основних β-лактамних механізмів резистентності бактерій. Одначе, у Сполучених Штатах і Об'єднаному Королівстві, карбапенемам штамів стійких бактерій кишкової групи були виділені у пацієнтів, що отримали останнім медичну допомогу в Пакистані, Бангладеші та Індії. Ці штами є носіями гена Нью-Делійської метало-бета-лактамази (скорочено NDM-1), який відповідає за виробництво ферменту метало-β-лактамази, що гідролізує карбапенеми.
Карбапенеми активні щодо як грампозитивних і грамнегативних бактерій, і анаеробів, за винятком внутрішньоклітинних бактерій (атипові), такі як Хламідії. 

## Структура
З погляду структури, карбапенеми є дуже схожими на пеніцилін а (Penamів), а атом сірки в положенні 1 структури був замінений на атом вуглецю, і ступінь ненасиченості була введена, звідси й назва групи, carbapen е мс.

## Біосинтез
Карбапенеми, як вважають, поділитися своїми перші кроки біосинтетичних, в якій ядро системи кільце утворюється. Малон-КоА конденсується з глутамат-5-полуальдегіда з одночасним формуванням П'ятичленні кільця. Далі, β-лактамних синтетази використовує АТФ з утворенням β-лактамних і насичений carbapenam ядро. Подальше окислення і кільце інверсії забезпечує основні карбапенеми.

## Введення
Завдяки своїм розширеним спектру, бажання уникнути покоління опір і той факт, що, загалом, вони мають погану біодоступність, їх вводять внутрішньовенно в умовах стаціонару для більш серйозних інфекцій. Одначе проводяться дослідження, спрямовані на розробку дієвих оральних карбапенемів.